# Roselyne et les Lions
Pour plus de détails, voir Fiche technique et Distribution.
Roselyne et les Lions est un film français réalisé par Jean-Jacques Beineix, sorti en 1989.

## Synopsis
Thierry fait des petits boulots dans un zoo en échange de leçons que lui donne le dresseur de lions Frazier. Il rencontre Roselyne, et ils partent ensemble pour trouver du travail. Ils finissent par être engagés dans un cirque de Munich, elle comme dresseuse et lui comme entraîneur.

## Fiche technique
- Titre : Roselyne et les lions
- Réalisation : Jean-Jacques Beineix
- Scénario : Jean-Jacques Beineix et Jacques Forgeas, avec la collaboration de Thierry Le Portier
- Musique : Reinhardt Wagner
- Photographie : Jean-François Robin
- Montage : Anick Baly, Marie Castro-Bréchignac et Danielle Fillios
- Décors : Carlos Conti
- Costumes : Valentin Breton Des Loys
- Dressage :
  - Lions et tigres : Thierry Le Portier
  - Chevaux : Mario Luraschi
- Production : Jean-Jacques Beineix, Alain Poiré et Nicolas Seydoux
- Sociétés de production : Gaumont et Cargo Films
- Pays de production :  France
- Langue originale : français
- Genre : comédie dramatique
- Durée : 113 minutes (176 minutes pour la version director's cut)
- Date de sortie : 
  - France : 12 avril 1989

## Distribution
- Isabelle Pasco : Roselyne
- Gérard Sandoz : Thierry
- Guillaume Briat : Matou
- Gabriel Monnet : Frazier
- Philippe Clévenot : Bracquard
- Günter Meisner : Klint
- Wolf Harnisch : Koenig
- Jacques Le Carpentier : Markovitch
- Carlos Pavlidis : Petit Prince